# Dorfkirche Blüthen

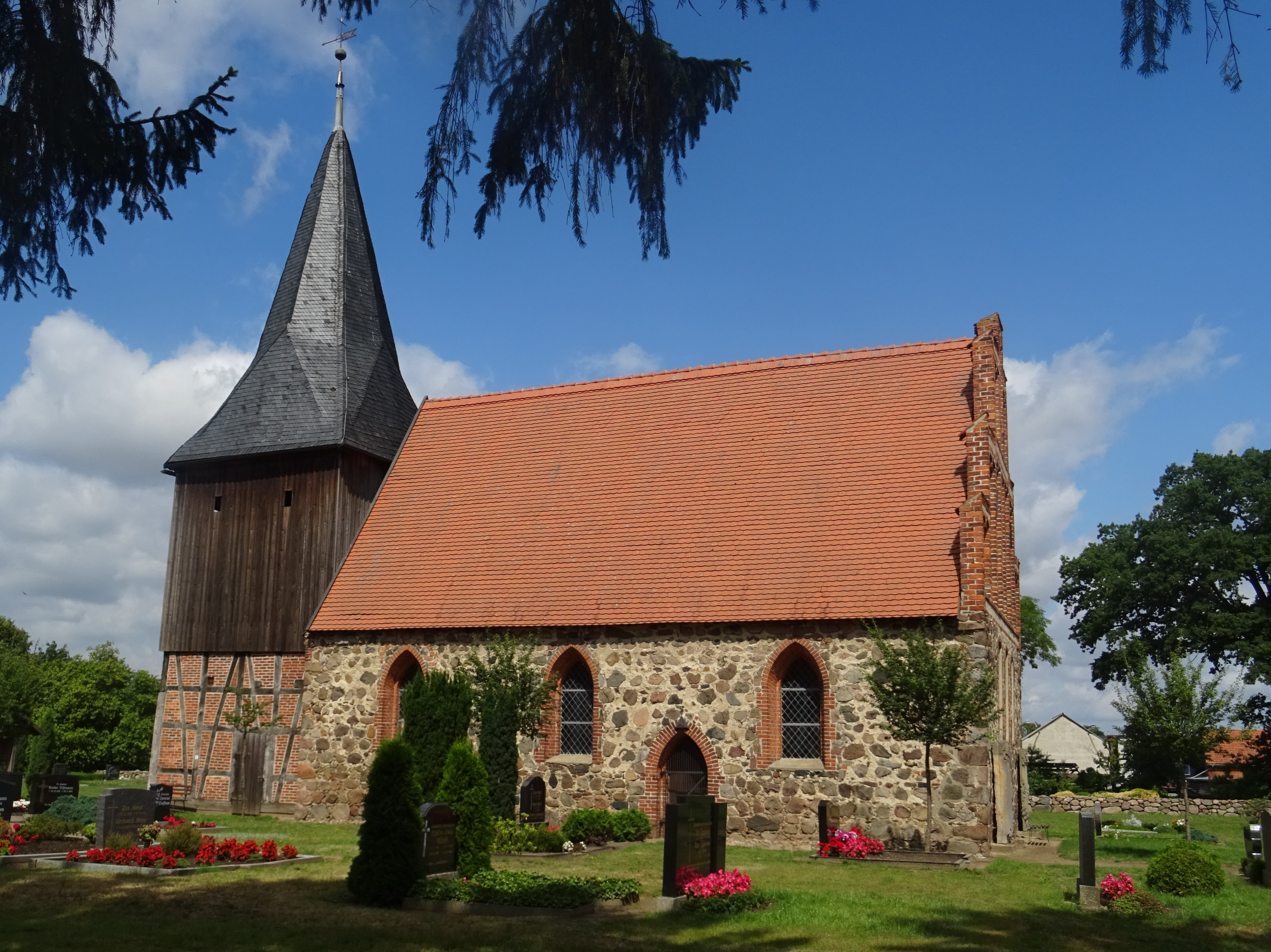
Dorfkirche Blüthen

Die evangelische, denkmalgeschützte Dorfkirche Blüthen steht in Blüthen, einem Ortsteil der Gemeinde Karstädt im Landkreis Prignitz in Brandenburg. Die Kirche gehört zum Kirchenkreis Prignitz der Evangelischen Kirche Berlin-Brandenburg-schlesische Oberlausitz.

## Beschreibung
Die Feldsteinkirche wurde am Anfang des 16. Jahrhunderts gebaut. Vor der Westwand des Langhauses wurde 1851 ein mit Brettern verkleideter Kirchturm aus Holzfachwerk angebaut, der mit einem schiefergedeckten Helm bedeckt ist. Die Gewände der Fenster und des Portals im Süden wurden in Backsteinen ausgeführt. Die Ostwand wurde oberhalb der Feldsteine mit einem Staffelgiebel aus Backsteinen bedeckt, der mit stichbogigen Blenden verziert ist.
Der mit einer Flachdecke überspannte Innenraum wurde im späten 19. Jahrhundert gestaltet. Eine Glasmalerei mit der Darstellung der Auferstehung Jesu Christi schuf Wilhelm Steinhausen im Jahr 1874.